# Wang Fang (aviron)
Dans ce nom chinois, le nom de famille, Wang, précède le nom personnel.
Pour les articles homonymes, voir Wang Fang.
Wang Fang est une rameuse d'aviron chinoise.

## Carrière
Aux Championnats du monde d'aviron 1993 à Račice, elle est médaillée d'argent du deux de couple poids légers. Elle remporte la médaille de bronze du quatre sans barreur poids légers aux Championnats du monde d'aviron 1994 à Indianapolis et la médaille d'or dans la même épreuve aux Championnats du monde d'aviron 1996 à Glasgow.